# Конституция на Обединеното кралство
Конституцията на Обединеното кралство е условно понятие, защото не е единен нормативен акт, а набор от закони, прецеденти и конституционна уредба (съглашения) на Обединеното кралство, които регламентират формирането и правомощията на държавата, принципите на правоотношенията между държавните органи, както и между тях и гражданите.

## Характеристика
Великобритания е изключение от правилото по отношение на разбирането за конституция по смисъла на континенталното право. Това се дължи на исторически сложилата се англосаксонска правна система на общото право, в която основен източник на правото е съдебния прецедент.
Британската конституция включва в себе си 3 компонента:
1. статутно право (Statute Law),
2. общо право (Common Law) и т.нар.
3. конституционни съглашения (Constitutional conventions),

на които съответстват
1. статутите;
2. съдебните прецеденти и т.нар.
3. конституционен обичай.

Във Великобритания във връзка с особеностите на правната ѝ система не се прави разграничение между „конституционни“ и „текущи“ закони – всички те се приемат по единна обща процедура за приемане, изменение и допълнение на законите, които определят т.нар. „гъвкав“ характер или природа на основния закон, дотолкова доколкото този британски конституционен статус може да се означи като конституция в континенталния смисъл на това понятие.
Конституцията на Обединеното кралство важи (за разлика от другите актове) равнопоставено за всички земи на Британската корона: Англия, Уелс, Шотландия и Северна Ирландия.
Т.нар. Конституция на Обединеното кралство регламентира формата на държавно устройство и управление; държавната и правна система; тяхното формиране и правомощията на Висшите държавни органи на законодателната, изпълнителната и съдебната власт; правния статут на лицата.
Конституционния статус на Обединеното кралство включва:
1. Статутите;
2. Съдебния прецедент;
3. Конституционния обичай;
4. Правната доктрина.